# ساركومة عضلية
الساركومة العَضَلِيَّة أو السَرْكومة العَضَليَّة أو الغَرَن العَضَلي أو الوَرَم العَضَلي السَرْكومي (بالإنجليزية: Myosarcoma)‏ هوَ ورم خبيث في العضلات. يستيقظ الأشخاص المُصابين بالساركومة العَضلية بوجود إحساس بأنَّ لديهم شد عضلي أثناء النوم.
الساركومة العضلية الملساء هيَ عبارة عن ساركومة في العضلات الملساء، أما الساركومة العضلية المخططة عبارة عن ساركومة في العضلات المخططة، وعلى الرغم من ذلك إلا أنَّ مُصطلح الساركومة العَضلية ما زال يَظهر في المُحاضرات.